# Mas de las Matas
Mas de las Matas (em catalão local: Lo Mas de les Mates) é um município da Espanha na província de Teruel, comunidade autónoma de Aragão. Tem 30,03 km² de área e em 2021 tinha 1 271 habitantes (densidade: 42,3 hab./km²).

## Demografia
| Variação demográfica do município entre 1991 e 2004 | Variação demográfica do município entre 1991 e 2004 | Variação demográfica do município entre 1991 e 2004 | Variação demográfica do município entre 1991 e 2004 |
| --------------------------------------------------- | --------------------------------------------------- | --------------------------------------------------- | --------------------------------------------------- |
| 1991                                                | 1996                                                | 2001                                                | 2004                                                |
| 1512                                                | 1483                                                | 1432                                                | 1446                                                |